# Hermann Schein
Johann Hermann Schein (Grünhain, 1586. január 20. – Lipcse, 1630. november 19.) német barokk zeneszerző. A lipcsei Tamás templom karnagya volt. A német madrigálköltészet egyik felfrissítője és elmélyítője, de korának jelentős orgonaművészeként is ismerték.

## Fontosabb művei
- Lied Machs mit mir Gott nach deiner Güt; insgesamt sind 77 Choralmelodien von Schein überliefert[1]
- 1609: Venus-Kräntzlein, Wittenberg
- 1615: Cymbalum Sionium, Leipzig
  - darin Motetten Verbum caro factum est, O Domine, Jesu Christe, Ist nicht Ephraim mein teurer Sohn und andere
- 1618: Opella nova. Erster (-ander) Theil Geistlicher Concerten. 2 Tle. Leipzig; ein zweiter Teil erschien 1626
  - darin Vom Himmel hoch, Gelobet seist du, Jesu Christ und andere lutherische Choralbearbeitungen
- 1621: Musica boscareccia, Wald-Liederlein. Leipzig
- 1623: Fontana d’Israel. Israelis Brünnlein. Leipzig (Sammlung von 26 geistlichen Madrigalen, darunter ist das Madrigal Die mit Tränen säen berühmt für seine chromatische Radikalität)
- Diletti pastorali deutsche Madrigale